# 太平庄镇 (建平县)
太平庄乡，是中华人民共和国辽宁省朝阳市建平县下辖的一个乡镇级行政单位。

## 行政区划
太平庄乡下辖以下地区：
太平庄村、五间房村、干沟子村、张家窝铺村、郎家营子村、和乐村、石台沟村和要道吐村。